# Seven de Estados Unidos 2008
El Seven de Estados Unidos de 2008 fue la quinta edición del torneo estadounidense de rugby 7, fue el cuarto torneo de la temporada 2007-08 de la Serie Mundial Masculina de Rugby 7.
Se disputó en la instalaciones del Petco Park de San Diego, California, los días 9 y 10 de febrero de 2008.

## Fase de grupos

### Grupo A
| Equipo        | Encuentros | Encuentros | Encuentros | Encuentros | Tantos  | Tantos    | Tantos     | Puntos |
| Equipo        | jugados    | ganados    | empatados  | perdidos   | a favor | en contra | diferencia | Puntos |
| ------------- | ---------- | ---------- | ---------- | ---------- | ------- | --------- | ---------- | ------ |
| Nueva Zelanda | 3          | 3          | 0          | 0          | 85      | 0         | +85        | 9      |
| Escocia       | 3          | 1          | 0          | 2          | 31      | 53        | -22        | 5      |
| Francia       | 3          | 1          | 0          | 2          | 38      | 65        | -27        | 5      |
| Gales         | 3          | 1          | 0          | 2          | 21      | 57        | -36        | 5      |

Nota: Se otorgan 3 puntos al equipo que gane un partido, 2 al que empate y 1 al que pierda

### Grupo B
| Equipo              | Encuentros | Encuentros | Encuentros | Encuentros | Tantos  | Tantos    | Tantos     | Puntos |
| Equipo              | jugados    | ganados    | empatados  | perdidos   | a favor | en contra | diferencia | Puntos |
| ------------------- | ---------- | ---------- | ---------- | ---------- | ------- | --------- | ---------- | ------ |
| Samoa               | 3          | 3          | 0          | 0          | 69      | 29        | +40        | 9      |
| Fiyi                | 3          | 2          | 0          | 1          | 109     | 35        | +74        | 7      |
| Australia           | 3          | 1          | 0          | 2          | 59      | 46        | +13        | 5      |
| Indias Occidentales | 3          | 0          | 0          | 3          | 17      | 144       | -127       | 3      |

### Grupo C
| Equipo    | Encuentros | Encuentros | Encuentros | Encuentros | Tantos  | Tantos    | Tantos     | Puntos |
| Equipo    | jugados    | ganados    | empatados  | perdidos   | a favor | en contra | diferencia | Puntos |
| --------- | ---------- | ---------- | ---------- | ---------- | ------- | --------- | ---------- | ------ |
| Argentina | 3          | 3          | 0          | 0          | 76      | 31        | +45        | 9      |
| Kenia     | 3          | 2          | 0          | 1          | 69      | 26        | +43        | 7      |
| Canadá    | 3          | 1          | 0          | 2          | 66      | 48        | +18        | 5      |
| Chile     | 3          | 0          | 0          | 3          | 7       | 113       | -106       | 3      |

### Grupo D
| Equipo         | Encuentros | Encuentros | Encuentros | Encuentros | Tantos  | Tantos    | Tantos     | Puntos |
| Equipo         | jugados    | ganados    | empatados  | perdidos   | a favor | en contra | diferencia | Puntos |
| -------------- | ---------- | ---------- | ---------- | ---------- | ------- | --------- | ---------- | ------ |
| Inglaterra     | 3          | 3          | 0          | 0          | 90      | 31        | +59        | 9      |
| Sudáfrica      | 3          | 2          | 0          | 1          | 99      | 14        | +85        | 7      |
| Estados Unidos | 3          | 1          | 0          | 2          | 73      | 64        | +9         | 5      |
| México         | 3          | 0          | 0          | 3          | 0       | 141       | -141       | 3      |

## Fase Final

### Cuartos de final
| 10 de febrero | Nueva Zelanda | 28 - 5 | Fiyi |  |  |

| 10 de febrero | Inglaterra | 7 - 17 | Kenia |  |  |

| 10 de febrero | Argentina | 0 - 24 | Sudáfrica |  |  |

| 10 de febrero | Samoa | 24 - 12 | Escocia |  |  |

### Semifinal
| 10 de febrero | Nueva Zelanda | 50 - 10 | Kenia |  |  |

| 10 de febrero | Sudáfrica | 22 - 12 | Samoa |  |  |

### Final
| 10 de febrero | Nueva Zelanda | 27 - 12 | Sudáfrica |  |  |

| Bandera de Nueva Zelanda |
| Campeón Nueva Zelanda    |
| 4º título del circuito   |